# 东鹏饮料
东鹏饮料（全称东鹏饮料（集团）股份有限公司；上交所：605499）是中国广东省深圳市一家饮用水和饮料生产民营企业，成立于1994年。

## 沿革
1994年，深圳市东鹏饮料实业有限公司在广东省深圳市南山区科技园建立。2003年9月，公司由国有企业转变为民营股份制企业，林木勤出任董事长。2013年，东鹏饮料走出广东省，向中国大陆市场扩张。2018年3月，公司更名为“东鹏饮料（集团）股份有限公司”。2021年5月27日，东鹏饮料在上海证券交易所敲锣上市。

## 产品
东鹏饮料的主要产品包括：东鹏特饮、由柑柠檬茶、东鹏加気、东鹏0糖、陈皮特饮、东鹏饮用水。

## 下辖机构
东鹏饮料下辖6个生产基地：
- 重庆生产基地
- 安徽生产基地
- 广州生产基地
- 东莞生产基地
- 华南生产基地
- 广西生产基地